# Colin Moss
Colin Richard Moss (* 9. Februar 1976 in Johannesburg) ist ein südafrikanischer Schauspieler, Film- und Fernsehproduzent und Fernsehmoderator.

## Leben
Moss studierte von 1994 bis 1996 Schauspiel, Musik und Kunstgeschichte an der Universität von KwaZulu-Natal; dort schloss er mit einem Bachelor of Arts ab. Seit 1994 arbeitet er freiberuflich als Schauspieler. Bereits während seines Studiums trat er als Stand-up-Comedian bei der in Südafrika bekannten Improvisationstheatergruppe Comedy Games auf. Ende der 1990er Jahre trat er mit eigenen Bühnenprogrammen regelmäßig bis 2003 als Comedian in Südafrika und bei verschiedenen Comedy-Festivals auf und gastierte u. a. auch in Großbritannien und Irland. Auch im weiteren Verlauf seiner Karriere war Moss immer wieder als Comedian tätig. Seit 2003 ist Leiter der Comedy-Truppe Comedy All Stars Cape Town in Kapstadt. 2010 gastierte er mit einem eigenen Comedy-Programm im Stand Up Comedy Club in New York City.
Nach einigen Jahren als Bühnendarsteller übernahm er 1998 seine erste Fernsehrolle, die Rolle des Stuart Buller in der beliebten Daily-Soap Isidingo. In dieser Rolle war er von 1999 bis 2001 in der Serie zu sehen. Anschließend ging Moss nach Kapstadt, wo er als Fernsehmoderator für verschiedene Fernsehshows arbeitete, u. a. 2001 bei der Fernsehshow City Life (für den südafrikanischen Fernsehkanal e.tv). 2002 war er Moderator der Stunt-Show Fear Factor, in der sich Kandidaten sportlichen, an ihre Grenzen gehenden Herausforderungen zu Wasser, zu Lande und in der Luft stellen müssen. 2003, 2005 und 2007 übernahm er die Moderation der Musik- und Talentshow Idols South Africa. Seinen Vertrag für Idols gab er schließlich auf, um sich verstärkt seiner Karriere als Schauspieler und Produzent widmen zu können.
2005 spielte er die männliche Hauptrolle in dem südafrikanischen Film-Drama Number 10 (2006); er verkörperte darin den jungen aus der Provinz stammenden Rugdy-Spieler James Kramer, dessen größtes Ziel es ist, in das Nationalteam aufgenommen zu werden. In dem südafrikanischen Horrorfilm Cryptid (2006) übernahm Mioss die Rolle von Dan Huevelman; er spielte den Captain der örtlichen Area Defense Force, der grausame Morde an südafrikanischen Farmern aufklären will. In der südafrikanischen Filmkomödie Big Fellas (2007) verkörperte er eine der beiden Hauptrollen; er spielte den jungen Jake Holmes, der gemeinsam mit seinem Partner einen Dokumentarfilm über das wahre Leben internationaler Top-Models drehen will. In dem britisch-südafrikanischen Filmdrama Die verborgene Welt (2007) spielte er die Rolle des Officer De Witt, einen weißen psychopathischen Polizisten aus der Zeit der Apartheid. Eine Nebenrolle (als John) hatte er in der italienisch-französischen Filmkomödie Ex (2008). Neben Billy Zane spielte Moss den Dokumentarfilmer und Expeditionsteilnehmer Dexter „Dex“ Simms in dem Horrorfilm Surviving Evil (2009).
Im März 2014 war Moss in dem ZDF-Fernsehfilm Elly Beinhorn – Alleinflug an der Seite von Vicky Krieps zu sehen; er verkörperte den US-amerikanischen Flugpionier Moye Stephens.
Gelegentlich war Moss auch als klassischer Theaterschauspieler tätig, u. a. als Rodrigo in Othello (2002, für The Little Theatre Production). Im Januar/Februar 2005 trat er im Theatre on the Bay in Kapstadt in dem Theaterstück My Zinc Bed von Sir David Hare in einer Produktion der Peter Toerien Production Company auf; er verkörperte eine der Hauptrollen, den  jungen Dichter Paul Peplow.
2009 gründete er gemeinsam mit seiner damaligen Lebensgefährtin Tamarin Kaplan seine eigene Produktionsfirma Gathered Moss Productions, mit der er insbesondere mit Reality-TV-Formaten, Dokumentarfilme und Werbung tätig ist. Gemeinsam produzierten sie das Reality-Format Way of the Warrior, eine Show über sechzehn übergewichtige Couch-Potatoes, die die Martial Art des Muay Thai erlernen und die Chance erhalten, in ihrem Leben zu Kämpfern (Warriors) zu werden. Die Serie lief von Februar bis Mai 2010 auf dem Action Channel des Fernsehsenders MNet, wurde in Südafrika zur Prime Time ausgestrahlt und gehörte zu den Finalisten der South African Film and Television Awards (SAFTAs) 2011.
Im März 2014 heiratete Moss seine langjährige Lebensgefährtin Tamarin Kaplan auf dem  Rustenburg Wine Estate in Stellenbosch. Moss lebt in Kapstadt.

## Filmografie (Auswahl)
- 1999–2001: Isidingo (Soap)
- 2005: Crazy Monkey: Straight Outta Benoni (Kinofilm)
- 2006: Number 10 (Kinofilm)
- 2006: Cryptid (Kinofilm)
- 2007: Big Fellas (Kinofilm)
- 2007: Die verborgene Welt (The World Unseen) (Kinofilm)
- 2009: Ex (Ex) (Kinofilm)
- 2009: Surviving Evil (Kinofilm)
- 2011: Casting Me (Kinofilm; Cameo-Auftritt)
- 2011: Women in Love – Liebende Frauen  (Fernsehserie)
- 2012: Wildes Herz Afrika (Fernsehserie)
- 2014: Elly Beinhorn – Alleinflug (Fernsehfilm; ZDF)
- 2022: The Staircase (Miniserie, 5 Folgen)